# اولیویو دا روسا
اولیویو دا روسا (پرتغالی: Olivio da Rosa؛ زادهٔ ۲ اکتبر ۱۹۸۶) که همچنین با نام ایوو شناخته می‌شود، بازیکن فوتبال اهل برزیل است.
از باشگاه‌هایی که در آن بازی کرده‌است می‌توان به پالمیراس، اینچئون یونایتد، کریسیوما و بیجینگ رن اشاره کرد.